# Buccinaria
Buccinaria é um gênero de gastrópodes pertencente a família Raphitomidae.

## Espécies
- †Buccinaria guacoldae Nielsen, 2003
- †Buccinaria hoheneggeri Kittl, 1887
- Buccinaria jonkeri (Koperberg, 1931)
- Buccinaria loochooensis MacNeil, 1961
- Buccinaria martini (Koperberg, 1931)
- Buccinaria nodosa Morassi & Bonfitto, 2010
- †Buccinaria okinawa MacNeil, 1960
- Buccinaria pendula Bouchet & Sysoev, 1997[2]
- Buccinaria pygmaea Bouchet & Sysoev, 1997[3]
- Buccinaria urania (Smith E. A., 1906)[4]

Espécies trazidas para a sinonímia
- Buccinaria abbreviata (Schepman, 1913):[5] sinônimo de Acanthodaphne abbreviata (Schepman, 1913)
- Buccinaria javanensis van Regteren Altena, 1950: sinônimo de Buccinaria urania (E. A. Smith, 1906)
- Buccinaria koperbergi Martin, 1933: sinônimo de Buccinaria jonkeri (Koperberg, 1931)
- Buccinaria retifera Martin, 1933: sinônimo de Buccinaria jonkeri (Koperberg, 1931)
- Buccinaria teramachii (Kuroda, 1952):[6] sinônimo de Buccinaria jonkeri (Koperberg, 1931)